# Wardlow (stacja metra)
Wardlow – naziemna stacja niebieskiej linii metra w Los Angeles znajdująca się na platformie na Long Beach Boulevard w pobliżu skrzyżowania z Wardlow Road w mieście Long Beach. 
Stacja wyposażona jest w parking typu Parkuj i Jedź na 25 miejsc postojowych.
Stacja techniczno-postojowa Division 11 Yard niebieskiej linii metra znajduje się pomiędzy stacjami Del Amo i Wardlow.
Stacje Willow i Wardlow są najbliższymi stacjami do portu lotniczego Long Beach.

## Godziny kursowania
Tramwaje kursują codziennie od około godziny 5:00 do 0:45

## Połączenia autobusowe
- Long Beach Transit: 1, 131, 181, 182